# Per Sonniks
Per Asbjørn Sonniks (27. december 1933 i Gørding - 1967) var en dansk kunstmaler.
Han blev uddannet ved Århus Seminarium.
Per Sonniks, Ronald Canham, Imre Gyøry, Knud Vesterskov og "1 gæst" var i fællesskab kunstnergruppen 4 + 1, som blev dannet i 1964.
Efter sin studentereksamen i 1953 brugte han 3 år i flyvevåbnet som jetpilot. Efter tiden som jetpilot underviste han i Felsted.
Malerierne er primært abstrakt ekspressionisme.
I 1964 til 1965 var Per Sonniks bosat i Paris og var bl.a. elev hos Stanley William Hayter.
I 1994 blev en gruppe malerier fundet hos hans forældre, primært olie malet på masonitplader.
De fundne billeder bliver brugt af Knud Vesterskov i en filmisk beskrivelse af Per Sonniks liv, kunst og død med brug af de genfundne billeder og musik af Bent Lorentzen.

## Årstal
- 1961
  - Første udstilling foregik privat hos Niels Rod sammen med Th. Weg og Åge Brun Jespersen.
- 1962
  - Sommerudstilling
- 1964 
  - Galerie Exi, Odense
  - Dannelse kunstnergruppen 4 + 1
  - Glud kunst med 4 + 1
  - Tildelt Gyldenstjerne – Rosenkrones legat
- 1965
  - Sydslesvigske danske kunstforening
- 1966
  - Århus Kunstforening
  - Kunstnernes påskeudstilling, den 20. censurerede, Århus Rådhus
- 1966-67
  - Kunstforeningen for Sønderjydske skoler